# Slomškova romarska pot
Slomškova pot je pohodniška pešpot v štirih odsekih. Prva etapa poteka od Bizeljskega do Olimja, druga od Olimja do Kalobja, tretja od Kalobja do Rifnika in Sloma ter četrta od Sloma (Ponikva) do Nove Cerkve. Dolga je 70 km, povprečen pohodnik pa jo prehodi v 28 urah. Roma se samo v 4. etapi, ki povezuje kraje, povezane z življenjem in delovanjem Antona Martina Slomška od rojstne hiše na Slomu pri Ponikvi do Nove Cerkve. Ta 30-kilometrski odsek se prehodi v 8–9 urah. 

Tista dežela, v kateri je bil kdo rojen, se imenuje rojstna dežela ali domovina. Vsakdo dobiva od svoje domovine mnogotere in velike dobrote. Zato je svoji domači deželi dolžan hvalo, ljubezen in pomoč. (Anton Martin Slomšek)

## Potek poti

### 1. etapa Bizeljsko - Olimje
1. Bizeljsko
2. Svete gore
3. Bistrica ob Sotli
4. Križan vrh
5. Buče
6. Virštanj
7. Olimje

### 2. etapa Olimje - Kalobje
1. Olimje
2. Rudnica
3. Loknar, Loka
4. Žusem
5. Žurej Ječovo, Gorica pri Slivnici
6. Sv. Janez, Slivnica
7. Kalobje

### 3. etapa Kalobje - Slom
1. Kalobje
2. Rifnik
3. Šentjur
4. Sv. Ahac, Stopče
5. Završe
6. Slom

### 4. etapa Slom - Nova Cerkev
1. Slom
2. Ponikva
3. Sv. Uršula, Lutrje
4. Žička kartuzija
5. Brdce
6. Črešnjice
7. Frankolovo
8. Rakova Steza
9. Nova Cerkev

### Razširjena Slomškova pot
1. Maribor
2. Celje
3. Vuzenica
4. Št. Andraž
5. Celovec

Teh pet točk, ki zaznamujejo višek Slomškovega delovanja, je preveč oddaljenih, da bi bile vključene v glavno pot, zato spadajo v razširjeno Slomškovo pot.

## Opis 4. etape (Romarska pot)
Slomškova romarska  pot poteka na četrti etapi in se pričenja pri rojstni hiši Antona Martina Slomška na Slomu. Pot vodi mimo petih križev, ki predstavljajo žalostni del rožnega venca, nato pa najprej do idilične cerkve sv. Ožbolta ter do župnijske cerkve sv. Martina na Ponikvi. Na Ponikvi se pot nadaljuje proti severu. Po približno dveh urah poti, ki poteka skozi naselje Zgornji Zagaj, ki je dobilo ime po domačinu Mihaelu Zagajšku (izdal je prvo slovnico napisano v slovenskem jeziku), se povzpne do cerkve sv. Uršule. Od cerkve sv. Uršule se pot nadaljuje preko Vodul in Grušc mimo zaselka Špitalič do Žičkega samostana. Od Žičke kartuzije pot vodi naprej na Slemene, skozi dolino Brdce in mimo kraja, kjer je bila rojena Slomškova mati, ter do gotske cerkve v Črešnjicah. Skozi vas Bezenškovo Bukovje se nadaljuje do Frankolovega, od koder se po kolovoznih in gozdnih cestah spusti v Novo Cerkev.